# Јоханес Тингнес Бе
Јоханес Тингнес Бе (норв. Johannes Thingnes Bø; Стрин, 16. мај 1993) норвешки је биатлонац.
На Европским првенствима 2012. и 2013. освојио је пет златних, две сребрне и једну бронзану медаљу у различитим узрасним категоријама.
На Олимпијским играма дебитује у Сочију 2014. Са мушком штафетом освојио је четврто место, осми је био у масовном старту, једанаести у појединачном, тридесет други у потери и педесет четврти у спринту.
Светски првак постао је 2015. у спринту, сребро је освојио са мушком штафетом, а бронзу са мешовитом штафетом. У масовном старту је био шести, у појединачном седми, а у потери тридесет први. Светски првак у масовном старту и са мушком штафетом постао је 2016, а освојио је бронзу и са мешовитом штафетом. Надомак медаље био је и у појединачном, спринту и потери где је заузео четврта места. На Светском првенству 2017. освојио је три сребра, у спринту, потери и масовном старту, а осми је био у појединачном, са мушком и мешовитом штафетом.
На Олимпијским играма у Пјонгчану 2018. освојио је злато у појединачном на 20 км и сребрне медаље са мушком и мешовитом штафетом. У масовном старту заузео је шеснаесто место, у потери двадесет прво, а у спринту тридесет прво.
У Светском купу 2015–16. заузео је друго место у укупном пласману, а 2013–14. и 2016–17. треће.
Његов старији брат је биатлонац Тарјеј Бе.